# ول (اورگن)
ول (به انگلیسی: Vale ) شهری در شهرستان مالهور، اورگن است و در سرشماری سال ۲۰۱۱ میلادی، ۱٬۸۷۴ نفر جمعیت داشته که نسبت به سال ۲۰۱۰، ۰٫۰۵ درصد رشد جمعیت داشته‌است.